# Bortezomib
Bortezomib (BAN, INN và USAN; được quảng cáo là Velcade của Takeda Oncology; chemobort của Cytogen và Bortecad của Cadila Healthcare) là một loại thuốc chống ung thư và là chất ức chế proteaome điều trị đầu tiên được sử dụng ở người. Proteasomes là phức hợp tế bào phá vỡ protein. Trong một số bệnh ung thư, các protein thường tiêu diệt tế bào ung thư bị phá vỡ quá nhanh. Bortezomib làm gián đoạn quá trình này và cho phép các protein đó tiêu diệt các tế bào ung thư. Nó được chấp thuận ở Mỹ và Châu Âu để điều trị tái phát nhiều u nguyên bào tủy và tế bào lympho. Trong đa u tủy, các đáp ứng lâm sàng hoàn toàn đã đạt được ở những bệnh nhân mắc bệnh khó chữa hoặc tiến triển nhanh.

## Dược lý

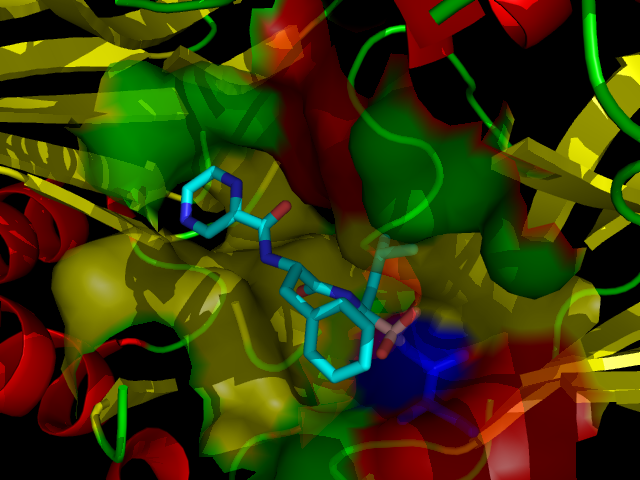
Bortezomib liên kết với các hạt lõi trong một proteasome men. Phân tử bortezomib nằm ở trung tâm được tô màu bởi loại nguyên tử (boron = hồng, carbon = lục lam, nitơ = xanh lam, oxy = đỏ), được bao quanh bởi bề mặt protein cục bộ. Các mảng màu xanh là dư lượng threonine xúc tác có hoạt động bị chặn bởi sự hiện diện của bortezomib.